# Гандлінг
Хендлінг (від англ. Handling — «управління», «звернення») — мистецтво підготовки собак до виставки, а також підготовка тварин до участі в дог-шоу. Людина, яка на професійному рівні тренує та демонструє собак у конформаційних шоу, зветься гандлером (від англ. Handler).

## Загальний опис поняття
Хендлінг представляє собою систему професійного виставлення собак в екстер 'єрних рингах, а також підготовку тварин до участі у таких заходах. Головна задача хендлера – максимально виділити усі переваги собаки, продемонструвати всі його найкращі якості та зробити так, щоб його підопічний здобув перемогу на виставці. Також хендлер повинен знати основи грумінгу тих порід, які він демонструє експертам під час дог-шоу.

## Історія хендлінга
Прийнято вважати, хендлінг як окрема професія зародився на території Сполучених Штатів Америки наприкінці ХІХ століття. Саме в США він активно набув популярності, після чого почав поширюватися й на інші світові країни. З плином часу хендлінг активно розвивався та вдосконалювався відповідно до того, як видозмінювались правила проведення виставок і професійна експертиза. 
Перші виставки собак на території США відбулись у 1874 році в Чикаго, штат Іллінойс. Хоча подібні заходи відбувались і раніше. Так, наприклад, найперша виставка у світі відбулась 1959 року в Англії, але на той час участь в ній могли брати лише собаки двох порід – сеттери і поінтери. Перша ж виставка, у якій взяли участь абсолютно всі породи собак, відбулась у Лондоні в 1863 році. 
Наразі у США існує офіційна організація професійних хендлерів «PHA» (Professional Handlers' Associate), з власним кодексом, які всі члени асоціації зобов'язані дотримуватися. Дати самостійно собі статус професіонала неможливо, тому всі інші називаються просто handlers.

## Основні стилі хендлінга
Від моменту зародження мистецтва хендлінгу й до наших днів з'явилося кілька стилів показу собак. До них належать наступні різновиди:
- Англійський хендлінг. Відрізняється показом собаки без участі людини. Це дає змогу тварині самостійно зайняти ідеальну стійку, під час якої хендлер не чіпає лапи собаки. Підготовка для такого показу є досить тривалою, а під час навчання від фахівця потрібен максимальний контакт з чотирилапим підопічним. Саме за правилами англійського хендлінгу по всьому світу демонструється багато собак, які здатні самостійно зосередитись на поставленій задачі і легко йдуть на контакт.
- Німецький хендлінг. У його основі лежить праця з собакою одночасно двох людей, завдяки чому його також називають подвійним. Найчастіше такий стиль використовується для демонстрації національних порід Німеччини, таких як боксери, доги, німецькі вівчарки, добермани, ротвейлери та шнауцери. Під час демонстрації собаки один хендлер тримає його на повідку, у той час як другий привертає увагу тварини поза рингом, використовуючи для цього різні смаколики, іграшки для собак тощо. Наразі такий стиль використовується дедалі рідше, адже під час показу присутність двох хендлерів може відволікати експертів та викликати зайві рухи на рингу.
- Американський стиль. Наразі він є найбільш популярним та активно застосовується у різних країнах. Збоку саме такий стиль виглядає найбільш виграшно для собаки, адже дозволяє підкреслити переваги тварини та приховати певні недоліки. Це досягається за рахунок постановки кожної лапи собаки окремо. Такий хендлінг є найбільш складним і трудомістким, але водночас й найефектнішим з усіх, особливо для декоративної породи собак.

## Особливості роботи хендлера з собакою
Демонстрація собаки безпосередньо під час виставки – це лише кінцевий результат, якому передує багатогодинна підготовка тварини до участі в конформаційному шоу. Саме тому господарі виставочних собак найчастіше користуються послугами професійних хендлерів, адже самостійне тренування улюбленця є досить складним, а також вимагає неабиякого досвіду участі у виставках.
Під час перших тренувань з хендлером основною метою є звикання тварини до нового тренера, а також викликання до нього довіри. Лише після цього можна переходити до поступового навчання собаки правильній стійці, що властива конкретній породі, а також виставковому бігу перед експертами. З кожним заняттям поступово збільшується час витримки тварини у стійці без руху. Окрім цього, хендлер повинен навчити собаку спокійно реагувати на обмацування його експертами, проходити перевірку на крипторхізм і рухатися риссю. 
Під час тренувань професійний хендлер не лише вчить тварину вдало демонструвати свої переваги, а й враховує для цього всі особливості характеру тварини, щоб знайти до неї правильний підхід і вчасно коригувати свої дії. Кожен собака є яскравою індивідуальністю, і завданням хендлера є якраз відшукати особливості собаки та правильно їх продемонструвати. Для вибору правильних технік під час занять із кожною конкретною твариною фахівцеві потрібен великий досвід і навіть винахідливість, адже часто тактика може змінюватись безпосередньо під час тренування. 
Окрім теоретичних знань, хендлер повинен мати гарну фізичну підготовку, адже йому доводиться проводити на виставках практично цілий день, правильно демонструвати собаку і пробігати швидкою риссю поруч із нею протягом 30-40 хвилин. Тому фахівцеві слід покращувати свою витривалість і мати чудову витримку.
Але й цим перелік завдань професійного хендлера не обмежується. Це мистецтво в першу чергу полягає у тому, щоб навчити собаку отримувати від виступу на рингу справжнє задоволення. Експерти кажуть, що виставковий переможець має не лише відповідати встановленим стандартам своєї породи, а й мати гордовиту поставу, кураж і погляд чемпіона. 
Тренування з собакою завжди проходять за будь-якої погоди та у будь-яку пору року. Найкраще обирати для цього спеціально обладнані приміщення – хендлінг-зали. 

## Вимоги до одягу хендлера й амуніції собаки
Згідно з сучасними правилами, професійні хендлери повинні притримуватися офіційного дрес-коду. Так, одяг тренера має контрастувати з окрасом собаки, якого він демонструє. Наприклад, під час демонстрації білого собаки хендлеру слід обрати темний одяг і навпаки. Водночас треба слідкувати, щоб одяг хендлера жодним чином не давав відтінок на шерсті собаки (особливо це стосується показу тварин зі світлим окрасом). Загалом, основне правило – підбирати одяг таким чином, щоб на його фоні собака не губився, а, навпаки, виглядав найбільш контрастно та яскраво.
Як правило, чоловіки-хендлери обирають стримані класичні костюми, а жінки – костюми зі спідницею. При цьому не варто одягати занадто коротку спідницю та взуття на високих підборах, особливо якщо демонструється собака великих порід. Волосся варто укласти і акуратно підібрати, щоб воно під час роботи не заважало. 